# 하니 푸스텐버그
하니 푸스텐버그(Hani Furstenberg, 1979년 9월 14일~)는 이스라엘의 배우, 가수이다.
이스라엘에서 태어났다.

## 영화
- 골렘 위치 스토리(2018년) - 한나 역
- 파이브 나이츠 인 메인(2015년)
- 브루클린의 멋진 주말(2014년) - 미세스 슈일러 역
- 더 론니스트 플래닛(2011년) - 니카 역
- 캠프파이어(2004년)
- 요시와 자거(2002년)